# Четири годишња доба (Бајага и инструктори)
Четири годишња доба је први ЕП групе Бајага и инструктори и представља, у ствари, макси сингл. На њему су четири песме, од којих свака представља једно доба у години. Песма „Буђење раног пролећа“, настоји да споји рок и оперу кроз дует Бајаге и оперске диве Јадранке Јовановић.